# ژان-پیر ماریل
ژان-پیر ماریِل (فرانسوی: Jean-Pierre Marielle‎؛ زادهٔ ۱۲ آوریل ۱۹۳۲ – درگذشته ۲۴ آوریل ۲۰۱۹) یک هنرپیشه اهل فرانسه بود. وی از سال ۱۹۵۷ میلادی تاکنون مشغول فعالیت بوده‌است.

## فیلمشناسی
- سروان مارلو (۲۰۱۴)
- مبلغان (۲۰۱۴)
- تیم رؤیایی (۲۰۱۲)
- کلاف سردرگم (۲۰۰۹)
- رمز داوینچی (۲۰۰۶)
- مولن بزرگ (۲۰۰۶)
- فردا ما حرکت می‌کنیم (۲۰۰۴)
- غرور (۲۰۰۴)
- بازیگران (۲۰۰۰)
- ۱، ۲، ۳، خورشید (۱۹۹۳)
- تمام صبح‌های جهان (۱۹۹۱)
- اورانوس (۱۹۹۰)
- لباس شب (۱۹۸۶)
- دستبرد (۱۹۸۵)
- نفرین کننده (۱۹۷۷)
- هرچه بیشتر جلو می‌رود کمتر پیش می‌رود (۱۹۷۷)
- کالموس (۱۹۷۶)
- گردان بهم‌ریخته (۱۹۷۶)
- جشنی بر پا کنید (۱۹۷۵)
- کلوچه‌ها (۱۹۷۵)
- مرد معمولی (۱۹۷۵)
- بگو که دوستم داری (۱۹۷۴)
- کفن جیب ندارد (۱۹۷۴)
- چگونه موفق شوی وقتی احمقی و نالان (۱۹۷۴)
- بدون انگیزه مشخص (۱۹۷۱)
- چهار مگس روی مخمل خاکستری (۱۹۷۱)
- ازدواج کرده‌های سال دو (۱۹۷۱)
- زنان (۱۹۶۹)
- زندگی فقیرانه (۱۹۶۹)
- یکسره مجنون او (۱۹۶۷)
- یک ماجراجو در تاهیتی (۱۹۶۶)
- تله‌ای برای آدم‌کش (۱۹۶۶)
- صد خشت و سفال (۱۹۶۵)
- آخر هفته در دانکرک (۱۹۶۴)
- همراه مرد (۱۹۶۴)
- آرام باش عزیز (۱۹۶۴)
- فرار آزاد (۱۹۶۴)
- پیش به سوی بانک (۱۹۶۴)
- شیرین و ترش (۱۹۶۳)
- پسران جذاب (۱۹۵۷)
- همه می‌توانند مرا بکشند (۱۹۵۷)

## جوایز
وی برنده جوایزی همچون لژیون دونور (افسر) شده‌است.